# Дисоцијативна фуга
Дисоцијативне фуге представљају бесциљно лутање у периоду кога постоји несећање (амнезија), а може се јавити као епилептички и хистерички (дисоцијативни) феномен. Хистерици дословно беже, наравно несвесно мотивисани, од својих личних проблема на тај начин што отпутују у други град, узимају друго име, мењају индетитет и отпочињу сасвим нов живот. Период фуга може трајати од неколико дана и недеља до више месеци или година, потом особа може изненада да се сети свог претходног живота, без могућности да објасни како се нашла у сасвим новим околностима.